# Oxymitra (flaszowcowate)
Oxymitra Bischoff ex Lindenb. – rodzaj roślin z rodziny flaszowcowatych (Annonaceae Juss.). Według The Plant List w obrębie tego rodzaju znajdują się 3 gatunki o nazwach zweryfikowanych i zaakceptowanych, podczas gdy jeden takson ma status gatunku niepewnego (niezweryfikowanych). Występuje naturalnie w państwie paleotropikalnym. Przez niektóre źródła bywa włączany do rodzaju Friesodielsia. 

## Morfologia
PokrójZimozielone drzewa lub krzewy.
KwiatyPłatki ułożone w dwóch okółkach, bardzo różniące się od siebie.
Rodzaje podobneRośliny są bardzo podobne do rodzaju Popowia.

## Systematyka
Pozycja według APweb (aktualizowany system APG III z 2009)
Rodzaj wraz z całą rodziną flaszowcowatych w ramach rzędu magnoliowców wchodzi w skład jednej ze starszych linii rozwojowych okrytonasiennych określanych jako klad magnoliowych.
Lista gatunków
- Oxymitra gracilis (Hook. f.) Sprague & Hutch.
- Oxymitra hirsuta (Benth.) Sprague & Hutch.
- Oxymitra mortehani De Wild.